# 弗兰克·蒙塔尼
弗兰克·蒙塔尼 （Franck Montagny，1978年1月5日—）是法國籍前一級方程式賽車運動員，曾經效力過雷諾車隊（2003年-2005年）、喬丹車隊（2005年）、超級亞久里車隊（2006年）、豐田車隊（2007年，第三車手）等。現已退出並轉往利曼24小時拉力賽。
2007年-2008年A1 GP，弗兰克·蒙塔尼為法國出賽2場，分別是中國站、英國站。

## 生平

### 雷諾車隊時期
弗兰克·蒙塔尼在2003年加入雷諾車隊擔任測試車手，2004年升上為隊該第三車手，但是雷諾在2004年賽季末把雅諾·特魯利開除後並未調任弗兰克·蒙塔尼代班，反而向薩伯車隊外借1997年世界冠軍傑克·維倫紐夫，使弗兰克·蒙塔尼沉痛了一陣子。
2005年被雷諾車隊外借至喬丹車隊擔任一場2005年歐洲站第三車手。2006年雷諾第三車手位置被芬蘭小將海基·科瓦萊寧取代。

### 超級亞久里車隊時期
因雷諾第三車手位置被芬蘭小將海基·科瓦萊寧能取代，弗兰克·蒙塔尼轉往超級亞久里車隊擔任第三車手，但井出有治在2006年聖馬莉諾站因危險駕駛被FIA吊銷了超級駕照，超級亞久里車隊一時之間找不到別的日本車手，所以將弗兰克·蒙塔尼調入該隊第二車手的位置，但因車輛競爭力低落，所以沒拿取任何績分，在2006年德國站該位置被日本車手山本左近取代，變回第三車手。
（2006年出賽場次：歐洲站-法國站，共7場，總分0分）

### 豐田車隊時期
2007年弗兰克·蒙塔尼轉往豐田車隊擔任第三車手，該年賽季傳聞在法國站要頂替拉夫·舒馬赫的車手席次，但最後不了了之。
2008年冬天豐田車隊宣佈第三車手為日本車手小林可夢偉後，弗兰克·蒙塔尼跑去幫印度力量車隊測試，並想爭取第二車手席次，但最後尚卡羅·費希切拉成功的和印度力量車隊簽約並成為該隊第二車手。弗兰克·蒙塔尼發表新聞稿宣佈從此退出一級方程式賽車。

### 电动方程式时期
2014年，蒙塔尼代表安德雷蒂车队参加2014－15年电动方程式锦标赛，但仅参加了前两站比赛。后来蒙塔尼承认，自己因在马来西亚大奖赛后的尿检呈阳性而被国际汽联禁赛。

### 一级方程式赛事成绩
(图例)粗體為桿位出賽，斜體為最快圈速
| 賽季 | 車隊       | 底盤                          | 引擎 | 1    | 2  | 3  | 4  | 5      | 6      | 7     | 8     | 9      | 10     | 11    | 12 | 13 | 14 | 15 | 16 | 17 | 18 | 排名   | 積分 |
| ---- | ---------- | ----------------------------- | ---- | ---- | -- | -- | -- | ------ | ------ | ----- | ----- | ------ | ------ | ----- | -- | -- | -- | -- | -- | -- | -- | ------ | ---- |
| 2006 | 超级亚久里 | 超级亚久里SA05 超级亚久里SA06 | 本田 | 巴林 | 馬 | 澳 | 聖 | 歐 Ret | 西 Ret | 摩 16 | 英 18 | 加 Ret | 美 Ret | 法 16 | 德 | 匈 | 土 | 義 | 中 | 日 | 巴 | 第26名 | 0    |

1. ↑  Tony DiZinno. . NBC Sport. 2014-05-29  [2021-09-11]. （原始内容存档于2021-09-11）.
2. ↑  梁劲松. . 羊城晚报. 2015-01-03  [2021-09-11]. （原始内容存档于2021-09-11）.